# Μέρα με τη μέρα
Mera Me Ti Mera (на гръцки: Μέρα με τη μέρα; на английски: Day by Day) или Opa Opa (в Скандинавия) е дебютният албум на гръцкия музикален дует Антик. Албумът е издаден през октомври 1999 от V2 Records в Гърция и Bonnier в Скандинавия. Издадени са общо три сингъла които придобиват хитов статут Opa Opa, Dinata - Dinata и Mera Me Ti Mera.

## Списък на песните
1. „Mystique Antique“ – 1:38
2. „Dinata - Dinata“ – 3:17
3. „Opa Opa“ – 3:34
4. „Mera Me Ti Mera“ – 3:34
5. „Se Thelo“ – 3:16
6. „I Zoi Einai Tora“ – 3:06
7. „No Time To Play“ – 4:21
8. „Ela' Do“ – 3:13
9. „Set Your Body Free“ – 5:28
10. „Mou Leipeis“ – 4:11
11. „The Earth“ – 4:19
12. „Westoriental Trip“ – 4:07